# Mel Renfro
Melvin Lacy Renfro (* 30. Dezember 1941 in Houston, Texas, USA) ist ein ehemaliger US-amerikanischer American-Football-Spieler. Er spielte unter anderem Free Safety in der National Football League (NFL) bei den Dallas Cowboys und gilt als einer der besten Safetys aller Zeiten.

## Jugend/College
Renfro wurde in Texas geboren, zog aber bereits als Kind mit seinen Eltern nach Portland, wo er auch aufwuchs und aufgrund der Empfehlung einer Lehrerin in der Highschool 1952 mit Sport, insbesondere dem Footballspielen, anfing. 1961 begann er sein Collegestudium an der University of Oregon in Eugene und spielte dort im Angriff als Halfback bei den Oregon Ducks. Bis 1963 erlief er 1532 Yards Raumgewinn und erzielte 141 Punkte. Er wurde dreimal zum All Star seiner Liga gewählt. 1962 wurde er zum All American gewählt – zu einem der besten Collegespieler seines Jahrgangs der gesamten USA. Sportliche Ehrungen erhielt er auch für seine Leistungen als Leichtathlet. Aufgrund seiner Leistungen als Footballspieler wurden die Scouts der NFL auf ihn aufmerksam.

## Profikarriere

### Karriere als Spieler
Renfro wurde im NFL Draft 1964 in der zweiten Runde an 17. Stelle durch die Cowboys gezogen. Im Gegensatz zum College wurde er von seinem Coach Tom Landry zunächst als Safety in der Defense eingesetzt. 1966 sollte er wieder als Runningback auflaufen, verletzte sich aber vor der Saison und wurde wieder in die Abwehr gestellt. In seinem fünften Profijahr wurde Renfro zum Cornerback umgeschult. Auf dieser Position hatte er auch seine größten Erfolge. Der pfeilschnelle und fangsichere Renfro wurde zum Schrecken aller gegnerischen Wide Receiver und Quarterbacks. Einsatzzeit bekam er auch in den Special Teams der Cowboys als Punt- und Kickreturner. Die junge Mannschaft der Cowboys entwickelte sich auch dank seiner Leistungen zu einem Spitzenteam.
1970 konnten die Cowboys zum ersten Mal in den Super Bowl einziehen und verloren den Super Bowl V mit Craig Morton als Quarterback gegen die Baltimore Colts mit 16:13. Renfro lieferte trotzdem ein überragendes Spiel ab. Ihm gelang es einen Pass von Johnny Unitas so abzuwehren, dass ihn ein eigener Mitspieler fangen konnte, ferner konnte er eine Interception selbst erzielen. Im Jahr darauf konnten die Cowboys mit Roger Staubach als Spielmacher im Super Bowl VI die Miami Dolphins unter Coach Don Shula und Quarterback Bob Griese mit 24:3 besiegen. 1975 zogen die Cowboys erneut in den Super Bowl ein, mussten sich aber im Super Bowl X den Pittsburgh Steelers geschlagen geben. Die Abwehr der Cowboys hatte gegen den Quarterback der Steelers, Terry Bradshaw, kein Abwehrmittel gefunden. 1977 konnten die Cowboys dann zum zweiten Mal einen Super Bowl gewinnen. Sie gewannen im Super Bowl XII gegen die Denver Broncos mit 27:10.
Nach 14 Spielrunden beendete Renfro seine Laufbahn nach der Saison 1977. Ihm gelangen in der Regular Season während seiner 14 Spielzeiten in 174 Spielen 52 Interceptions. Insgesamt konnte er während seiner Karriere neun Touchdowns erzielen, musste aber als Profi auch insgesamt drei Gehirnerschütterungen hinnehmen. Renfro leidet noch heute unter den körperlichen Folgeschäden seiner Sportlaufbahn. Tom Landry führte über ihn aus, dass egal, wo man ihn einsetzt, er sich immer zu einem Spitzenspieler entwickeln wird.

### Karriere als Trainer
Renfro wurde nach seiner Spielerlaufbahn Trainer bei den Los Angeles Express in der USFL und danach Coach bei den St. Louis Cardinals. An seine Erfolge als Spieler konnte er nicht anschließen.

## Ehrungen
Renfro ist Mitglied in der College Football Hall of Fame, in der Pro Football Hall of Fame, in der Oregon Sports Hall of Fame, in der Texas Sports Hall of Fame und im Dallas Cowboys Ring of Honor. Er spielte 10-mal im Pro Bowl, dem Saisonabschlussspiel der besten Spieler der NFL. 1970 wurde er zum Pro Bowl MVP gewählt.

## Nach der Karriere
Der gläubige Christ Renfro ist verheiratet und lebt in Dallas. Er ist im Kampf gegen den Drogenmissbrauch sozial engagiert und als Repräsentant einer Firma in Dallas tätig.

## Quelle
- Jens Plassmann: NFL – American Football. Das Spiel, die Stars, die Stories (= Rororo 9445 rororo Sport). Rowohlt, Reinbek bei Hamburg 1995, ISBN 3-499-19445-7.

| Personendaten    | Personendaten                                            |
| ---------------- | -------------------------------------------------------- |
| NAME             | Renfro, Mel                                              |
| ALTERNATIVNAMEN  | Renfro, Melvin Lacy (vollständiger Name)                 |
| KURZBESCHREIBUNG | US-amerikanischer American-Football-Spieler und -Trainer |
| GEBURTSDATUM     | 30. Dezember 1941                                        |
| GEBURTSORT       | Houston, Texas, USA                                      |